# Athabasca, Alberta
Athabasca este o localitate cu 2.575 (2006) de locuitori situată pe cursul lui Athabasca River în provincia Alberta, Canada la ca. 145 km nord de Edmonton capitala provinciei Alberta.
Așezarea a fost întemeiată în anul 1877 de compania „Hudson’s Bay Company” sud numele de „Athabasca Landing” fiind zeci de ani  un centru de colectare a blănurilor. In timpul goanei după aur din Klondike, localitatea a fost o stație de popas pe traseul spre Dawson City a căutătorilor de aur. Intre anii 1912 - 1914 când s-a construit calea ferată în regiune, localitatea cunoaște o perioadă de înflorire. In prezent în Athabasca se află o universitate care este specializată ca sistem de învățământ (engl. Distance Learning) studiu fără frecvență care este realizează prin: - corespondență poștală, -materiale video sau prin internet.